# Acacia acanthoclada
Acacia acanthoclada är en ärtväxtart som beskrevs av Ferdinand von Mueller. Acacia acanthoclada ingår i släktet akacior, och familjen ärtväxter.

## Underarter
Arten delas in i följande underarter:
- A. a. acanthoclada
- A. a. glaucescens